# Jean-Yves Nahmias
Jean-Yves André Michel Nahmias (ur. 6 września 1957 w Saint-Mandé) – francuski duchowny katolicki, biskup Meaux od 2012.

## Życiorys

### Prezbiterat
Święcenia kapłańskie otrzymał 24 czerwca 1989 z rąk Jean-Marie Lustigera. Inkardynowany do archidiecezji paryskiej, był m.in. diecezjalnym delegatem ds. powołań (1992-1996), rektorem seminarium w Paryżu (1996-2001) oraz wikariuszem generalnym archidiecezji (2001-2006).

### Episkopat
1 czerwca 2006 papież Benedykt XVI mianował go biskupem pomocniczym archidiecezji paryskiej, ze stolicą tytularną Termae Himerae. Sakry biskupiej udzielił mu 8 września 2006 arcybiskup Paryża - kardynał André Vingt-Trois.
9 sierpnia 2012 został mianowany biskupem diecezji Meaux.